# Santa Maria del Buon Consiglio a Porta Furba
Santa Maria del Buon Consiglio a Porta Furba ist eine römisch-katholische Kirche und Titelkirche im Quartier Tuscolano in Rom an der Via Tuscolana.
Die Kirche wurde nach Plänen des Architekten Costantino Sneider erbaut und am 9. April 1916 geweiht. Am 26. Juli 1919 wurde die gleichnamige Pfarrei mit dem Apostolischen Schreiben Inter officia Ecclesiae von Papst Benedikt XV. errichtet. 1955 erfolgten Erweiterungsarbeiten unter der Leitung des Architekten Paolo Stefani. Am 6. Dezember 1992 besuchte Papst Johannes Paul II. die Pfarrei.
Am 28. November 2020 wurde die Kirche von Papst Franziskus zur Titelkirche erhoben. Ihr erster Kardinalpriester wurde Augusto Paolo Lojudice.